# Kiss Kamilka
Kiss Kamilka (Debrecen, 1990. október 9.) magyar zenész, énekes, dalszerző.

## A kezdetek, tanulmányai
Zenei tanulmányait a Zeneakadémián végezte, ahol zeneművész és művésztanár diplomát szerzett. Ezt követően az egri színház stúdiójában és a Kővirágok zenés-színészmesterség-tanfolyamaiban képezte tovább magát, elsajátítva a színpadi jelenlétet és a zenés szerepek megformálását.

## Karrier
Kamilka pályafutása során különböző zenei stílusokban szerzett tapasztalatot, és rendszeresen fellépett Magyarország egyik legismertebb koncerthelyszínén, a Művészetek Palotájában (MÜPA). Emellett színészi karrierje is figyelemre méltó, kisebb társulatok produkcióiban vállalt főszerepeket, ahol művészete sokszor ötvöződött a zenével és a színpadi előadásokkal.
A könnyűzene világában Kamilka a Kamilka & Pesti Sikk formáció énekes-dalszerzőjeként szerzett nagyobb ismertséget. A zenekar stílusa az elegáns és kifinomult hangzásvilágot ötvözi a modern zenei trendekkel. Kamilka dalszerzői munkásságával is kiemelkedett, melynek eredményeként több rangos díjat is elnyert.

## Díjak és elismerések
Kiss Kamilka pályafutása során számos elismerésben részesült. A Jazzy Rádió által kiosztott "Legstílusosabb Előadója" és "Az Év Legjobb Dalszerzője" díjait érdemelte ki, melyek nemcsak a zenei tehetségét, hanem a zenei világ iránti érzékenységét és stílusos megjelenését is méltatták.

## Tevékenység a média és az oktatás területén
Kiss Kamilka az RTL Klub népszerű műsorában, a Kicsi Óriások című tehetségkutatóban is szerepet vállalt. Itt énektanárként és zenei szerkesztőként segítette a fiatal tehetségeket, és hozzájárult a műsor sikeréhez. Oktatói munkássága során nemcsak a zenei, hanem a színházi és színpadi előadói készségeket is átadja a jövő generációinak.